# Kalix
Kalix es una localidad sueca, sede del municipio de Kalix en la Provincia de Norrbotten, Suecia. 

## Etimología
El nombre parece provenir de las tribus nómadas, posiblemente de origen Sápmi y se deriva de la palabra "Kalasätno" que significa "El río frío".

## Gastronomía
Hay una especialidad culinaria llamada Kalixlöjrom, conocida como el caviar de Kalix. Se trata básicamente de huevas de pescado que, debido a la gran afluencia de agua dulce en los alrededores de Kalix, ha transformado el sabor de las huevas de pescado. Es la mezcla especial de los elementos bromo, estroncio, yodo, selenio, molibdeno, bario y litio, junto con una relación única entre el estroncio y el bario, la que le hace único, razón por la cual la Unión Europea ha concedido categoría de Estado geográfico protegido al Kalixlöjrom.

## Turismo

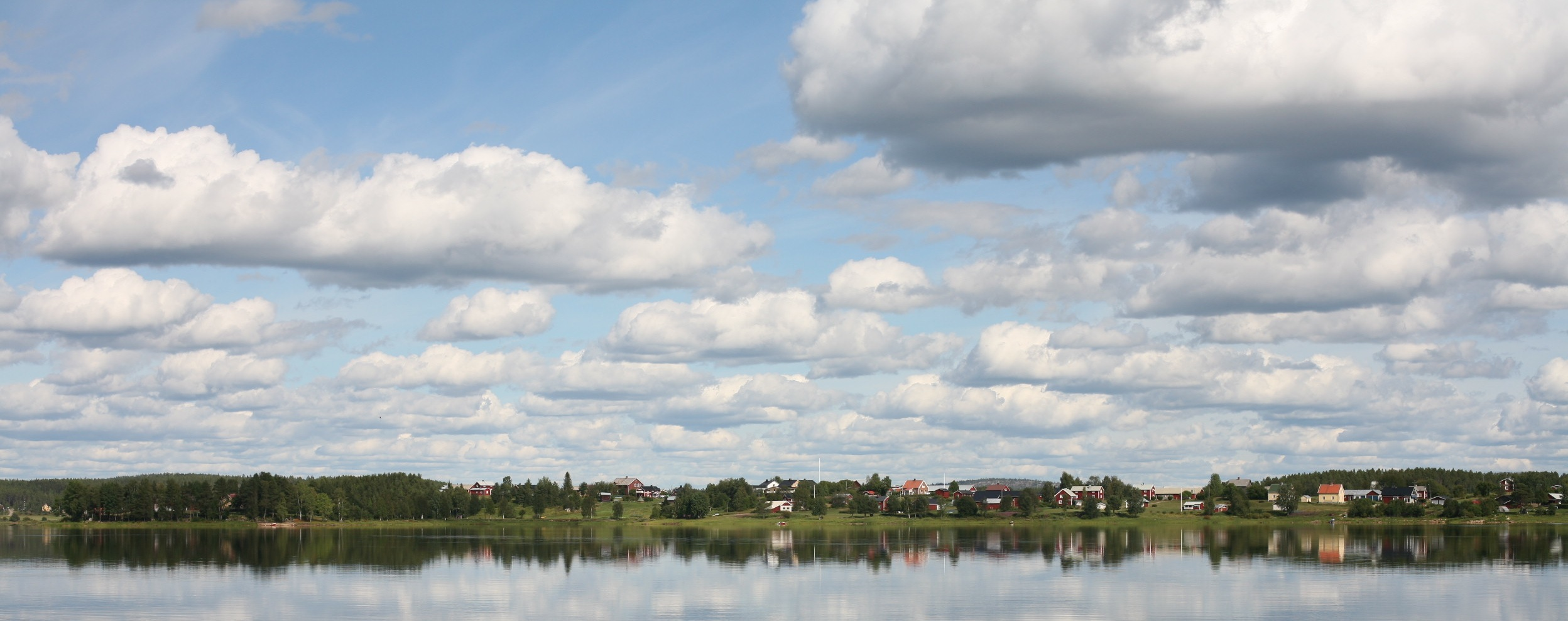
Río Kalix

El archipiélago fuera de la línea de costa de Kalix tiene 792 islas. Las más visitadas son:
- Bergón, conocida por su sauna.
- Berghamn o Renskär
- Getskär
- Halson, conocida por su gran playa de arena blanca.
- Huvön
- Likskär
- Malören, cuenta con una iglesia, una pequeña aldea con casas más utilizadas como cabinas de verano hoy en día, pero también restos históricos, como tumbas, un laberinto y restos de un naufragio.
- Ranón
- Stora Trutskär

### Patrimonio
El edificio tal vez más interesante en Kalix es la iglesia. La construcción de la iglesia comenzó en la primera mitad del siglo XV. La primera vez que se menciona en la escritura se encuentra en una  carta de indulgencia escrita el 29 de junio de 1472 por el arzobispo Jakob Ulfsson Örnfot de Uppsala. La carta de indulgencia estaba escrita en el mismo día en que el arzobispo inauguró el políptico . Tiene una historia, con el cadáver de una joven muy bien conservado enterrado debajo de la entrada con su vestido de novia, y el hecho de haber sido utilizada como establo para los caballos del ejército ruso en 1808.

## Historia
Alrededor de 4500 años atrás, el clima en el norte de los países nórdicos empezó a calentarse después de la última edad de hielo. El calor junto con la isostasia hizo posible que el área alrededor de Kalix fuera habitable.
Ya hacia 1000 contaba con mercancías que traía desde el bosque y el río y que harían que la gente del sur navegase hasta Kalix como un centro comercial. La tradición de la negociación parece haber continuado a través de los siglos, porque cuando Carl von Linné y su aprendiz, Lars Montin visitaron el mercado Kalix en 1732 y 1749 se quejó del regatear con los comerciantes de Kalix, que permitió a los habitantes la localidad un buen precio en mantequilla y alquitrán.
Kalix como Socken (nombre nórdico para el área geográfica local) fue mencionado por primera vez en 1482. Antes el área había sido referido con diferentes nombres: Caliss, Kaliss, Calixe, Calix y Kalix Neder. Además, un municipio actual llamado Överkalix era una parte de la municipalidad Kalix hasta 1644, cuando se convirtió en su propio municipio, con el resultado de que la población empezó a referirse a Kalix como Nederkalix (Baja Kalix).
Durante el siglo XVIII cada aldea en la zona Kalix tenía su propia parte del río para la pesca de salmón y pescado blanco común. Los pueblos a lo largo de la línea de costa pescaban alburno común y arenque. Parte de la captura era transportada hacia el sur, junto con grasa de foca y el alquitrán.
Alrededor de 1660 se abrió una mina de cobre al sur de Bodträsk, cerca de la aldea de Moån. A finales del siglo XVIII el pueblo Björkfors también abrió una mina, y en el pueblo de Törefors se abrió una mina de hierro en 1801.
El 25 de marzo de 1809, Kalix fue el lugar de la capitulación del ejército sueco en la Guerra Finlandesa . Finlandia se rindió ante Rusia. Las conversaciones de paz se iniciaron en la localidad finlandesa de Hamina terminando en un tratado de paz que fue firmado el 30 de agosto del mismo año.